# Caecum cinctum
Caecum cinctum là một loài ốc biển nhỏ, là động vật thân mềm chân bụng sống ở biển trong họ Caecidae.

## Miêu tả

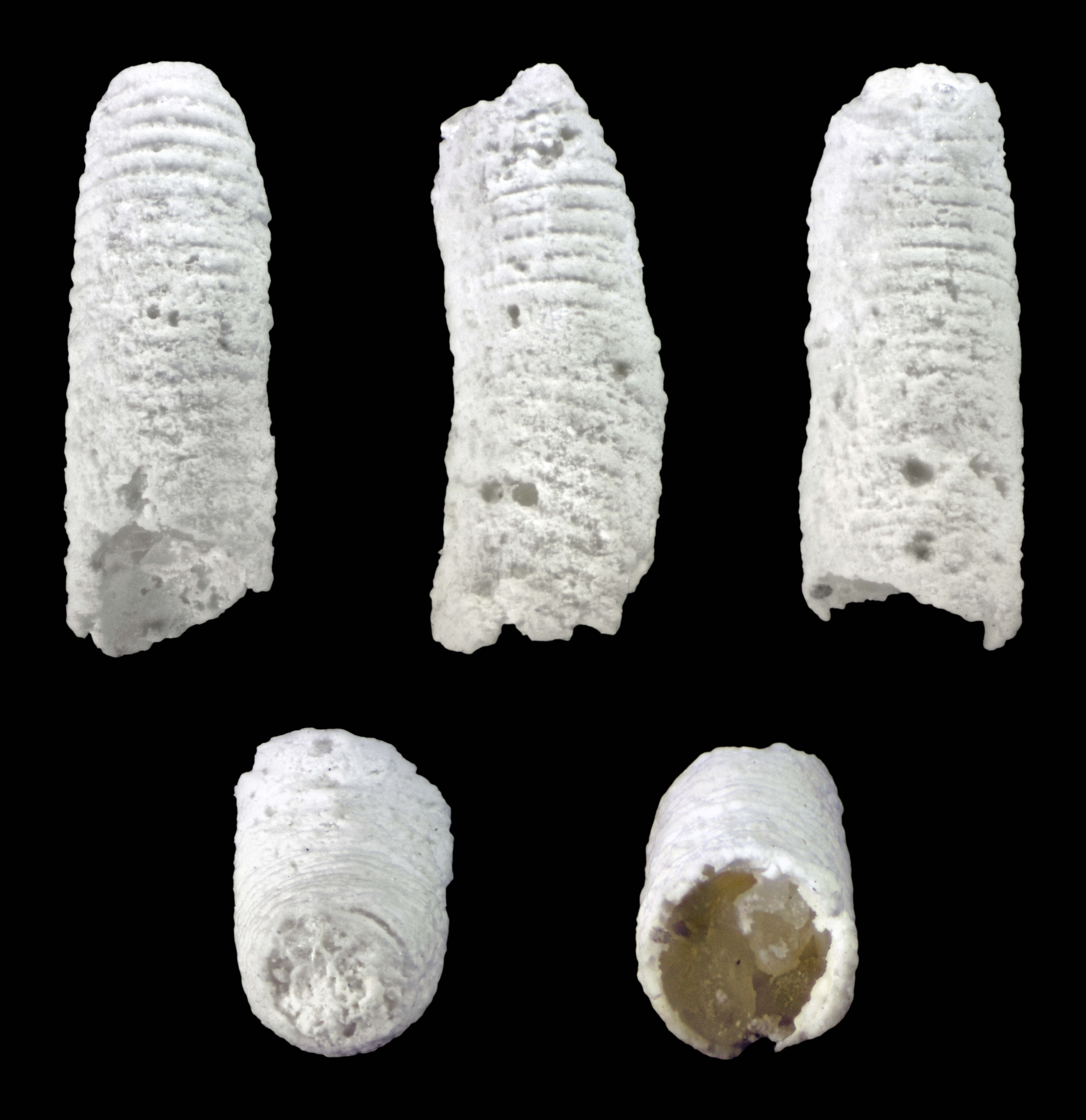
Hóa thạch, pliocen, Florida

Độ dài vỏ lớn nhất ghi nhận được là 2.8 mm.

## Môi trường sống
Độ sâu nhỏ nhất ghi nhận được là 0 m. Độ sâu lớn nhất ghi nhận được là 2 m.